# Hylaeus magrettii
Hylaeus magrettii là một loài Hymenoptera trong họ Colletidae. Loài này được Vachal mô tả khoa học năm 1892.